# Aartsbisdom Edmonton

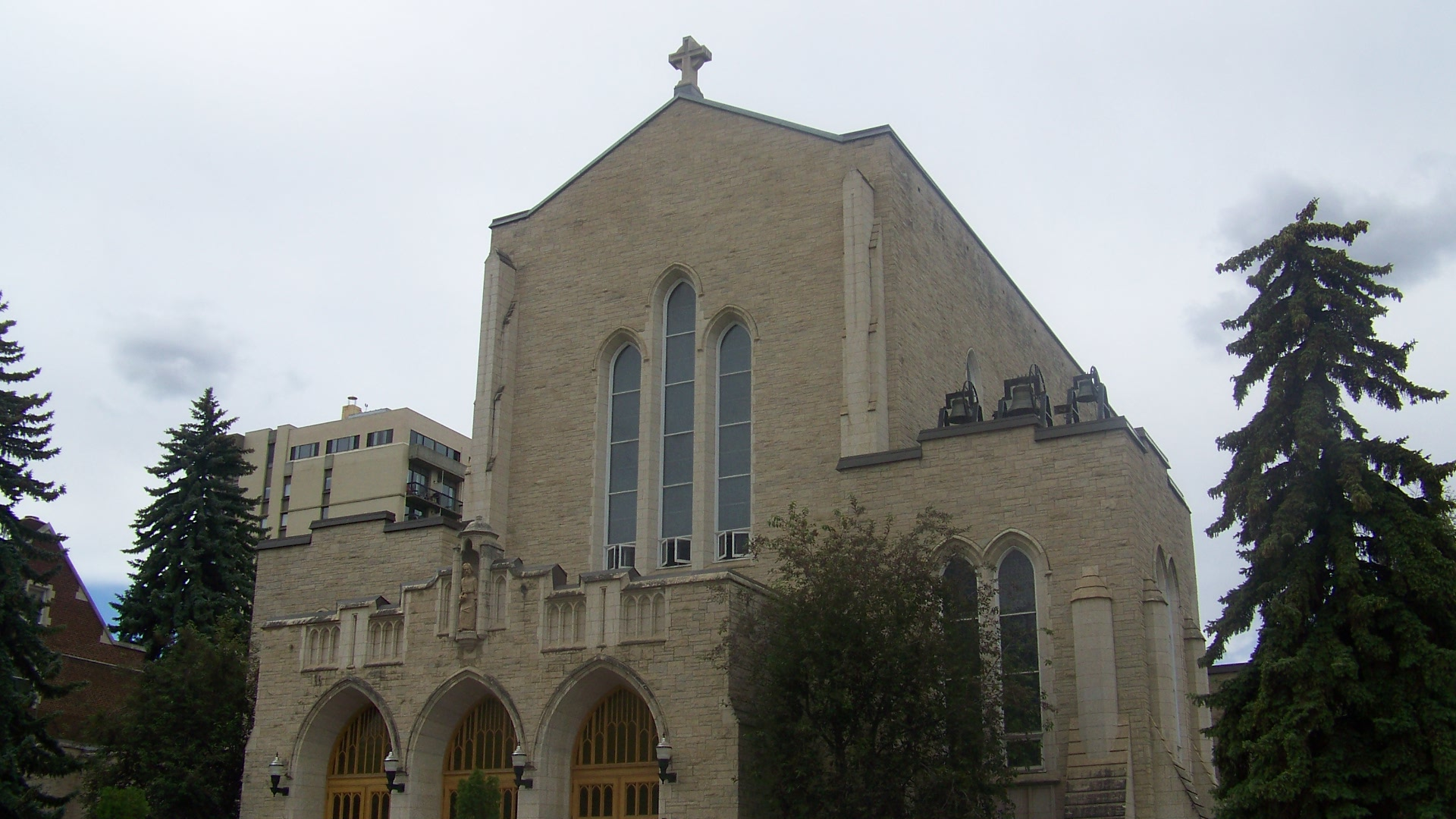
Kathedraal van Edmonton

Het katholieke aartsbisdom Edmonton (Latijn: Archidioecesis Edmontonensis; Engels: Archdiocese of Edmonton) is een metropolitaan aartsbisdom van de Rooms-Katholieke Kerk in Canada. De zetel van het aartsbisdom is in de stad Edmonton. De aartsbisschop van Edmonton is metropoliet van de kerkprovincie Edmonton, waartoe ook de volgende suffragane bisdommen behoren:
- Calgary
- Saint Paul in Alberta

## Geschiedenis
Het bisdom werd opgericht door paus Pius IX op 22 september 1871. Het gebied behoorde daarvoor tot het bisdom Saint-Boniface. Het nieuwe bisdom kreeg de naam Saint Albert.
Op 30 november 1912 werd een gedeelte van het grondgebied afgesplitst voor de oprichting van het nieuwe bisdom Calgary. Op dezelfde datum werd het bisdom Saint Albert verheven tot aartsbisdom en kreeg het de huidige naam. Op 17 juli 1948 werd een gedeelte van het grondgebied afgestaan voor het nieuwe bisdom Saint Paul in Alberta.

### Bisschoppen
- 1871–1902: Vital-Justin Grandin OMI
- 1902–1912: Emile Joseph Legal OMI

### Aartsbisschoppen
- 1912–1920: Emile Joseph Legal OMI
- 1920–1938: Henry Joseph O'Leary
- 1938–1964: John Hugh MacDonald
- 1964–1973: Anthony Jordan OMI
- 1973–1999: Joseph Neil MacNeil
- 1999–2006: Thomas Christopher Collins (vervolgens aartsbisschop van Toronto)
- 2007–heden: Richard William Smith